# Trapelus agnetae
Trapelus agnetae es una especie de reptil escamoso del género Trapelus, familia Agamidae. Fue descrita científicamente por Werner en 1929.
Habita en Israel, Jordan e Irak.